# Erigorgus melanops
Erigorgus melanops är en stekelart som först beskrevs av Forster 1855.  Erigorgus melanops ingår i släktet Erigorgus och familjen brokparasitsteklar. Inga underarter finns listade i Catalogue of Life.